# Nadia Kaci
Nadia Kaci es una actriz argelina.

## Biografía
Kaci nació y fue criada en Argel. Cuando decidió convertirse en actriz, su padre se negó a hablar con ella durante veinte años. Fue alentada a mudarse a Francia, pero inicialmente se negó. Finalmente viajó a Francia en 1993, después de que la intolerancia se volviera insoportable para ella.

## Carrera
En 1994, interpretó a Yamina, una liberal joven obligada a usar el velo, en la película Bab El-Oued City, dirigida por Merzak Allouache. La película condena la violencia de los fundamentalistas islámicos, y recibió el premio de la Federación Internacional de Críticos de Cine en el Festival de Cine de Cannes 1994. Interpretó a la intelectual Fatiha en Bent Familia, estrenada en 1997 y en 1999, a la enfermera Samia Damouni en It All Starts Today.
En 2000, participó en Nationale 7. Malcolm Lewis, de New Internationalist, elogió su actuación por tener "ligereza pero verdadera valentía". Protagonizó Les Suspects en 2004, una adaptación de la novela Les Vigiles de Tahar Djaout. En 2007, protagonizó Délice Paloma, dirigida por Nadir Moknèche.
En 2015, encarnó a Freyha en The Well y en 2016, protagonizó I Still Hide to Smoke, dirigida por Rayhana Obermeyer en 2016. En 2017, protagonizó Hasta el regreso de los pájaros y The Blessed, que examinan la vida en Argel posterior a la guerra civil. En 2019, interpretó a Madame Kamissi en Papicha, dirigida por Mounia Meddour y estrenada en el Festival de Cine de Cannes.

## Filmografía
Cine
- 1990 : La Fin des Djinns, (cortometraje)
- 1994 : Bab El-Oued City como Yamina
- 1995 : Douce France como Myssad
- 1997 : Bent Familia como Fatiha
- 1999 : It All Starts Today como Samia Damouni[1]
- 2000 : Le Harem de Madame Osmane como La Rouquine
- 2000 : Nationale 7 como Julie
- 2002 : Vivre me tue
- 2003 : Tiresia
- 2004 : Viva Laldjérie como Fifi[1]
- 2004 : Les Suspects
- 2006 : 7 Years como Djamila
- 2007 : Délice Paloma como Sheherazade / Zouina
- 2015 : The Well como Freyha
- 2016 : I Still Hide to Smoke como Keltoum
- 2017 : Lola Pater como Rachida
- 2017 : Until the Birds Return
- 2017 : The Blessed como Amal
- 2019 : Papicha como Madame Kamissi

Series de televisión
- 2000 : Contre la montre como Nicole Maluzier
- 2003 : Carnets d'ados : La Vie quand même como social worker
- 2007 : L'Affaire Ben Barka como Ghita
- 2009 : Le Commissaire Llob
- 2011 : Le Chant des sirènes como profesora de teatro

## Vida privada
En 2015, obtuvo la ciudadanía francesa. Considera que la guerra de Argelia y los barrios marginales de Nanterre son algunos de sus temas favoritos para actuar.